# Ayamaya
Ayamaya ist eine Ortschaft im Departamento La Paz im südamerikanischen Andenstaat Bolivien.

## Lage im Nahraum
Ayamaya ist der zentrale Ort des Cantón Ayamaya im Municipio Sica Sica in der Provinz Aroma. Die Ortschaft liegt auf einer Höhe von 3846 m wenige Kilometer westlich der Serranía de Sicasica, einem Höhenzug, der sich zwischen La Paz und Cochabamba in südöstlicher Richtung erstreckt. Ayamaya grenzt im Westen direkt an ein aus der Ebene herausragendes Bergmassiv von etwa zehn Kilometern mal fünfzehn Kilometern Breite, das direkt bei Ayamaya 4210 m Höhe erreicht.

## Geographie
Ayamaya liegt auf dem bolivianischen Altiplano zwischen den Anden-Gebirgsketten der Cordillera Occidental im Westen und der Cordillera Central im Osten. Die Region weist ein ausgeprägtes Tageszeitenklima auf, bei dem die mittleren Temperaturschwankungen im Tagesverlauf deutlicher ausfallen als im Verlauf der Jahreszeiten.
Die Jahresdurchschnittstemperatur der Region liegt bei etwa 7 °C, der Jahresniederschlag beträgt 460 mm (siehe Klimadiagramm Patacamaya). Die Monatsdurchschnittstemperaturen schwanken nur unwesentlich zwischen 4 °C im Juni/Juli und 9 °C im November/Dezember, die Monatsniederschläge liegen zwischen unter 10 mm von Mai bis August und bei 110 mm im Januar.

## Verkehrsnetz
Ayamaya liegt in einer Entfernung von 131 Straßenkilometern südöstlich von La Paz, der Hauptstadt des gleichnamigen Departamentos.
An La Paz vorbei führt die asphaltierte Nationalstraße Ruta 1, die vom Titicacasee aus in südöstlicher Richtung über El Alto nach Sica Sica und weiter über die Departamento-Hauptstädte Oruro, Potosí und Tarija bis nach Bermejo an der argentinischen Grenze führt. In Sica Sica zweigt eine unbefestigte Landstraße nach Süden ab, folgt dem Trockenbett des Río Sica Sica und erreicht Ayamaya nach sieben Kilometern. Von hier aus erfolgt eine Verbindung zurück zur Ruta 1 bei Lahuachaca in östlicher Richtung.

## Bevölkerung
Die Einwohnerzahl der Ortschaft ist in dem Jahrzehnt zwischen den beiden letzten Volkszählungen nur geringfügig angestiegen:
| Jahr | Einwohner         | Quelle       |
| ---- | ----------------- | ------------ |
| 1992 | keine Detaildaten | Volkszählung |
| 2001 | 761               | Volkszählung |
| 2012 | 779               | Volkszählung |
| 2024 |                   | Volkszählung |

Die Region weist einen hohen Anteil an Aymara-Bevölkerung auf, im Municipio Sica Sica sprechen 90,3 Prozent der Bevölkerung Aymara.